# Obarzańce
Obarzańce (ukr.  Обаринці) – zniesiona wieś na Ukrainie, od 1963 w granicach wsi Kobzariwka w rejonie tarnopolskim obwodu tarnopolskiego, w hromadzie Tarnopol. Leży nad Seretem i stanowi północną część Kobzariwki.

## Historia
Dawniej odrębna wieś. Począwszy od XIX wieku stanowiła gminę jednostkową w Bezirk Ihrowice, liczącą w 1854 roku 563 mieszkańców; od 1867 w powiecie tarnopolskim.
W II Rzeczypospolitej gmina w powiecie tarnopolskim województwa tarnopolskiego. W 1921 roku liczyła 680 mieszkańców. W 1934 weszła w skład gromady Obarzańce (obejmującą miejscowości Obarzańce i Pólce) w nowej zbiorowej gminie Jankowce.
Po II wojnie światowej w ZSRR. W 1963 roku Obarzańce połączono ze wsią Zarudzie, tworząc nową wieś Kobzariwka. Do 2020 roku w rejonie zborowskim, od 2020 w rejonie tarnopolskim.